# Косіцин Михайло Вікторович
Михайло Вікторович Косіцин (31 жовтня 1948 року — 19 червня 2010 року) — російський валторніст і музичний педагог, соліст симфонічного оркестру Новосибірської філармонії, артист оркестру Новосибірського театру музичної комедії, професор Ростовської консерваторії, заслужений артист РРФСР.

## Біографія
Михайло Косіцин закінчив Новосибірське музичне училище по класу В. Петрушенко в 1968 році і Новосибірську консерваторію по класу Петрушенко і трубача Йосипа Бобровського. У 1978 він закінчив навчання в аспірантурі також під керівництвом Бобровського. З 1965 по 1970 рік Косіцин грав в оркестрі Новосибірської філармонії. У 1970 році він став артистом симфонічного оркестру Новосибірської філармонії, а в 1973 — солістом цього оркестру. З 1974 року Михайло Косіцин викладав в Новосибірській консерваторії. Він також викладав в спеціальній музичній школі при Новосибірської державної консерваторії. Серед учнів Косіцина заслужений артист Росії Василій Соколов. У 1982 році йому було присвоєно почесне звання заслужений артист РРФСР. У 2007 році Косіцин, який на той час обов'язки заступника концертмейстера групи валторн оркестру Новосибірської філармонії, був нагороджений Орденом Пошани.